# 필리프 멜란히톤

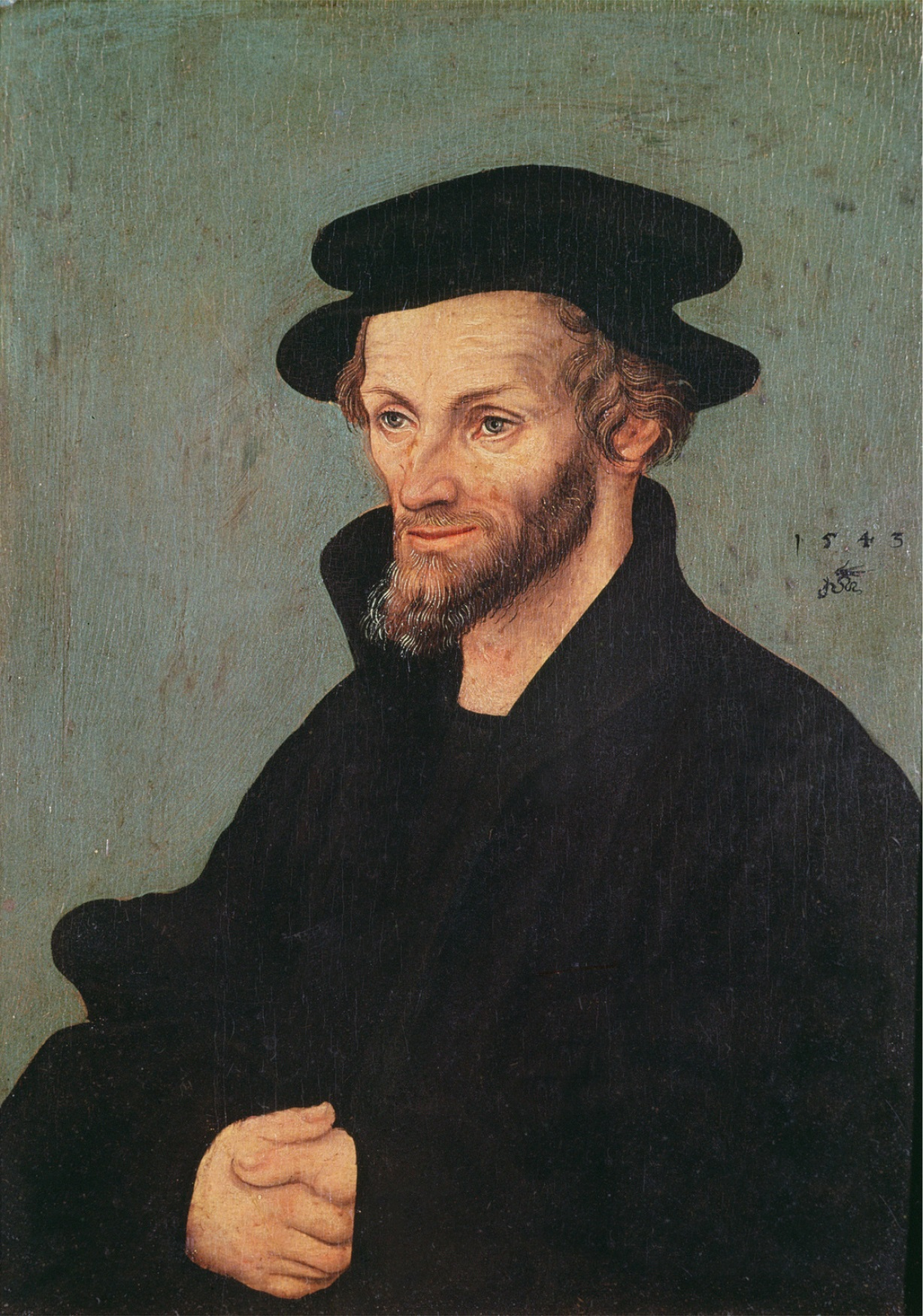
필리프 멜란히톤

필리프 멜란히톤(독일어: Philipp Melanchthon, 독일어 발음: [meˈlançtɔn], 본성: 슈바르츠에르트·Schwartzerdt, 1497년 2월 16일 브레텐 ~ 1560년 4월 19일 비텐베르크)은 독일의 신학자이자 종교개혁가이다.
루터의 종교 개혁 운동의 동료로서 종교개혁운동을 통한 복음주의의 확립을 위하여 투쟁하였다. 1519년 루터와 함께 라이프치히 논쟁에도 참석하였다.
비텐베르크 대학의 교수로 있으면서 개신교 신학의 기초를 세우는 데 노력하였다. 신학자들의 신학적 차이를 화해시키는 관용적 인물로 종교개혁 신학의 발전에 큰 기여를 하였다. 저서로는 《신학 강요》, 《아우크스부르크 신앙 고백》 등이 있다.

## 신학
그는 <신학 강요, 1535/36>에서 1521편과 대조적으로 율법의 세가지 용도에 대하여 저술하였는 데, 그것은 시민법(모든 자에게 적용), 교육적(사람의 죄악을 드러내어 그리스도께로 인도하는 기능), 규범적( 이신칭의함을 얻은 자들이 어떠한 선행이 하나님을 기쁘게 하는가를 알려줌) 이었다. 존 칼빈의 신학은 이 면에서 만큼은 멜란히톤의 신학을 인용했다고 볼 수 있다. 또한, 그는 니콜라우스 코페르니쿠스의 이론을 반박하였다.(1549년) 이것은 개혁주의자들 가운데서도 아직까지 아리스토텔레스의 영향아래 있었음을 알 수 있다.

## 평가
마르틴 루터는 《탁상담화》에서 멜란히톤에 대해 "양심이 선한 분이어서 매사를 진지하게 받아들이는 인물"로 높이 평가했다.

## 격언
- 종교가 없으면 시민을 도덕적으로 고양시킬 수 없다. 또한 법리는 대부분 종교적 교리에 의해 형성된다.[6]

## 같이 보기
- 고틀로프 프레게

## 참고 문헌
- 이 문서에는 다음커뮤니케이션(현 카카오)에서 GFDL 또는 CC-SA 라이선스로 배포한 글로벌 세계대백과사전의 내용을 기초로 작성된 글이 포함되어 있습니다.